# Gorenji Vrsnik
Gorenji Vrsnik este o localitate din comuna Idrija, Slovenia, cu o populație de 115 locuitori.